# Irena (geslacht)
Irena is een geslacht van Irena's  of blauwruggen, zangvogels uit de monotypische familie Irenidae. 

## Taxonomie
Het geslacht van de Irena's bestaat uit de volgende soorten:
- Irena cyanogastra  – Filipijnse blauwrug
- Irena puella  – Indische blauwrug
- Irena tweeddalii  – Palawanblauwrug